# Juana de Dios Manrique
Juana de Dios Manrique (1800 - 26 de junio de 1877), marquesa de Lara, fue una aristócrata limeña y patriota peruana. Junto a su esposo, José Cayetano Luna Zegarra, formó una red de espionaje para las fuerzas patriotas en la que se incluyó al pescador, espía y mártir chorrillano José Olaya.

## Actividad patriota
Durante la etapa de consolidación de la independencia peruana, ocurrió el Motín de Balconcillo, golpe de Estado de 1823 cuyo resultado fue la disolución de la Suprema Junta Gubernativa del Perú y la proclamación de José de la Riva Agüero como primer Presidente de la República. Aprovechando el descontrol militar y que Lima se hallaba desguarnecida, el jefe realista José de Canterac avanzó desde la sierra contra la capital, donde ingresó el 19 de junio de 1823. El gobierno y el Congreso se vieron obligados a trasladarse a la Fortaleza del Real Felipe en el Callao. En este refugio se encontraba también el general grancolombiano Antonio José de Sucre, enviado del Libertador Simón Bolívar con una avanzada de su ejército.
Sucre necesitaba imperiosamente comunicarse con los patriotas de Lima, ya que quería conocer los movimientos de los realistas y los pertrechos con los que contaban. Fue en este contexto que se hizo efectiva la red de espionaje de Juana de Dios Manrique, que era sobrina de Antonio Riquero, antiguo contador mayor y uno de los refugiados en el Callao; este personaje era el nexo con Sucre. Juana de Dios, además de financiar las actividades insurgentes, convirtió sus casas de Huacho y Lima en centro logístico, además de refugio de los patriotas que lo requerían. Recibía la correspondencia de Sucre desde el Callao por medio de José Olaya, y luego distribuía los mensajes a los mandos insurgentes en la capital, a la vez que canalizaba las respuestas a través de una red de mujeres que la visitaban.
Tras la captura, tortura y fusilamiento de Olaya, quien nunca reveló nombre alguno de la red, el jefe de los realistas pidió la comparecencia de Juana de Dios Manrique; debido a su frágil estado de salud, fue interrogada en su casa sin obtener ningún resultado ya que negó los cargos pudiendo encubrir la organización insurgente.

## Reconocimiento
El 25 de mayo de 1983 se promulgó una ley, presentada por la diputada Judith Prieto de Zegarra, que declara que Juana de Dios Manrique de Luna, merece la gratitud nacional por los servicios que prestó a la causa por la Independencia del Perú, así sus restos fueron trasladados al Panteón de los Próceres, siendo la única mujer que reposa en este lugar.